# Sucitoto
Sucitoto este un municipiu din Departamentul Cuscatlán, El Salvador, care a cunoscut locuire umană continuă cu mult înainte de colonizarea spaniolă. Pe teritoriul său municipal, Sucitoto deține locul fondării inițiale a Vilei San Salvador în 1528, care a existat pentru o perioadă scurtă de timp înainte ca situl să fie abandonat. În vremuri mai recente, municipalitatea a prosperat chiar și după efectele severe ale războiului civil din El Salvador care a durat între 1980 - 1992 și a văzut populația din Sucitoto scăzând de la 34.101 persoane în 1971 la 13.850 până în 1992.  A devenit o destinație turistică importantă, parțial datorită arhitecturii sale coloniale bine conservate și a drumurilor pietruite care oferă un sentiment de viață colonială spaniolă. Această creștere a turismului a atras întreprinderile din sectorul serviciilor să se deschidă în micul oraș, inclusiv pensiuni, restaurante și cafenele pitorești. Ca rezultat al turismului, s-au deschis multe spații artistice și culturale în Sucitoto, care oferă, de asemenea, oportunități alternative pozitive pentru tinerii din comunitate. Conform recensământului oficial din 2007, orașul mic are o populație de 24.786 de persoane, cu 7.654 de persoane care trăiesc în zona urbană și 17.132 de persoane care trăiesc în comunitățile rurale. 

## Istorie

### Cantonele pierdute Sucitoto și barajul hidroelectric Cerron Grande
Ceea ce este cunoscut astăzi drept Lacul Sucitlán, un lac creat de om, a fost format la mijlocul anilor 1970, ca urmare a construirii barajului hidroelectric de Cerron Grande. A fost un proiect inițiat de câtre guvernul central federal din El Salvador pentru a produce hidroelectricitate pentru țara. Ca urmare a inundațiilor asociate proiectului, 13.339 de persoane au fost strămutate intern din casele și terenurile familiei lor, aproximativ 9.000 de persoane s-au mutat în alte comunități, iar restul au primit o sumă forfetară mică pentru proprietățile lor. Proiectul a afectat patru departamente, 1.Cialatenango, 2.Cuscatlan, 3.San Salvador și 4.Cabanas, departamentul Cialatenango văzând cele mai multe municipalități afectate, inclusiv Tejutla, El Paraiso, San Rafael, Santa Rita, Cialatenango, Azacualpa, San Francisco Lempa, San Luis del Carmen și Potonico; San Salvador văzând municipalitatea El Paisnal afectată, iar Cuscatlan văzând municipalitatea Sucitoto afectată.
Proiectul a fost inițiat pe 4 august 1972 de noul guvern ales al fostului președinte Arturo Armando Molina, care a discutat despre proiect ca parte a platformei guvernului său. Proiectul urma să creeze un baraj pe Rio Lempa unde două turbine Francis, cu o capacitate de a produce 67,5 MW fiecare, vor fi construite ca completări la sistemul de două turbine deja construit pe Rio Guajoyo și Rio Lempa. Proiectul a fost promovat ca fiind cea mai bună resursă pentru problema energetică a țării și urma să fie construit la 22 de kilometri în amonte de barajul Central de pe Rio Lempa, între municipiul Potonico, Cialatenango și Jutiapa, Cabanas. În urma acestei construcții, 2.180 milioane de metri cubi de apă au inundat o suprafață de aproximativ 13.500 de hectare de teren și au format lacul artificial pătrat de 135 de kilometri numit Lago Sucitlan. Ca urmare a lacului, 24 de situri arheologice au fost inundate și au dispărut mai multe cantoane și caserios sau cătune, inclusiv Cantonul El Tablon și Cantonul San Juan din Sucitoto. 
Sucitoto este un oraș-soră din Prescott, Arizona .